# Excatedral del Sagrado Corazón (Raleigh)
La Catedral del Sagrado Corazón  (en inglés: Sacred Heart Cathedral) fue la catedral de la diócesis de Raleigh, ubicada en Raleigh. A partir de 2015, el obispo que maneja la catedral es Michael Francis Burbidge. Cuando el edificio actual se completó en 1924 como parroquia, Carolina del Norte era el único estado en los Estados Unidos de América sin su propia diócesis católica. La Catedral del Sagrado Corazón es la más pequeña catedral católica en los Estados Unidos continentales.
La catedral se encuentra en el centro de Raleigh, Carolina del Norte sobre la calle de Hillsborough. En 1978 fue incluido como una propiedad que contribuye en el distrito histórico de la zona de Capitol, que está incluido en el Registro Nacional de Lugares Históricos de Estados Unidos. La catedral también alberga la Escuela de la Catedral, formalmente llamada la escuela de la catedral del Sagrado Corazón, una escuela primaria y una secundaria católica.
El 26 de julio de 2017, en virtud del decreto Reverendissimus de la Congregación para los Obispos, la catedral fue trasladada de la iglesia del Sagrado Corazón a la del Santo Nombre de Jesús.

## Véase también

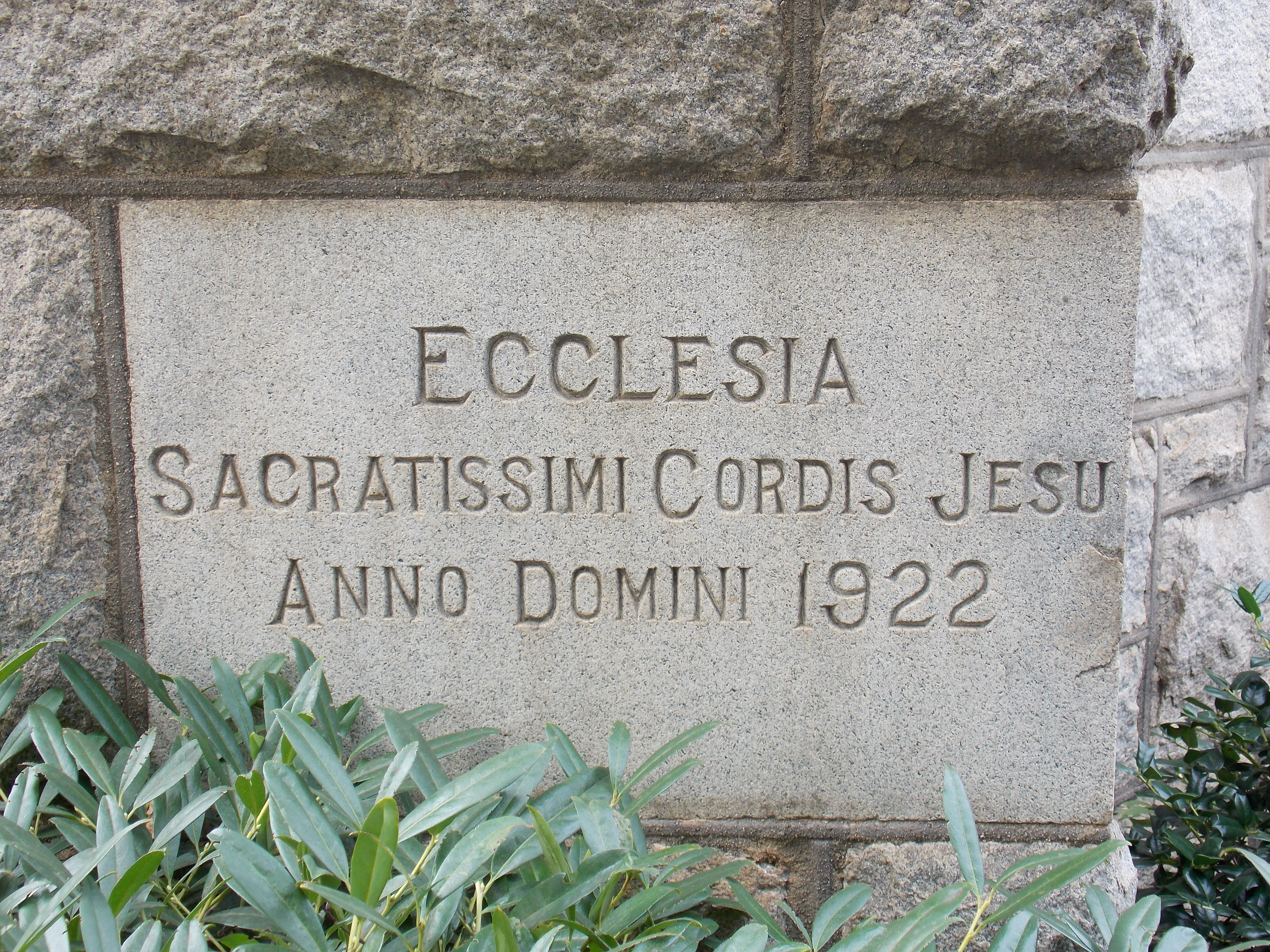
Inscripción en latín con el nombre de la Iglesia